# Chińskie Radio Międzynarodowe
Chińskie Radio Międzynarodowe (chiń. 中国国际广播电台, Zhōngguó guójì guǎngbō diàntái, ang. China Radio International, CRI) – chińska stacja radiowa o zasięgu międzynarodowym, nadająca w 43 językach. Chińskie Radio Międzynarodowe jest jedną z dwóch państwowych radiofonii w ChRL.

## Historia
Chińskie Radio Międzynarodowe rozpoczęło działalność 3 grudnia 1941, pod nazwą Nowe Radio Chińskie, jako rozgłośnia Komunistycznej Partii Chin.
11 września 1947 rozpoczęto nadawanie programu w języku angielskim. Po utworzeniu Chińskiej Republiki Ludowej w 1949 siedzibę radia przeniesiono do Pekinu, wkrótce potem zmieniono też jego nazwę na Radio Peking.
W czasach rewolucji kulturalnej Radio Peking pełniło szczególną rolę informowania świata o maoistowskiej przemianie kraju. Zlikwidowano wówczas rozgłośnię w Chinach, radio nadawało zaś swój program z rozgłośni w Albanii. Od 1983 radio nadawało pod nazwą Radio Beijing, od tego czasu zmieniono częściowo ramówkę.
Od 1 stycznia 1993 rozgłośnia nadaje program pod nazwą Chińskie Radio Międzynarodowe.

## Zasięg
Chińskie Radio Międzynarodowe nadaje swój program do ponad 100 krajów na obszarze Azji, Afryki, Europy, Ameryki Północnej, Karaibów i Oceanii. Program nadawany jest na falach krótkich i średnich oraz za pomocą satelity, dostępny jest także w Internecie.
Radio posiada obecnie 40 biur w Chinach i 27 za granicą.

## Języki
Chińskie Radio Międzynarodowe nadaje codziennie 290 godzin programów w 38 obcych językach:

1. albański
2. angielski
3. arabski
4. bengalski
5. bułgarski
6. birmański
7. czeski
8. esperanto
9. filipiński
10. francuski
11. hausa
12. hindi
13. hiszpański
14. indonezyjski
15. japoński
16. kambodżański
17. koreański
18. laotański
19. malajski
20. mongolski
21. nepalski
22. niemiecki
23. paszto
24. perski
25. polski
26. portugalski
27. rosyjski
28. rumuński
29. serbski
30. suahili
31. syngaleski
32. tajski
33. tamilski
34. turecki
35. urdu
36. węgierski
37. wietnamski
38. włoski

a także w 5 językach chińskich:
1. mandaryński
2. kantoński
3. hakka
4. minnański
5. teochew

## Redakcja polska
Od 28 sierpnia 1968 radio nadaje program w języku polskim. 
Chińskie Radio Międzynarodowe nadaje swoją audycję w języku polskim codziennie na falach krótkich i średnich. W porze letniej według czasu polskiego od godziny 22:00 przez godzinę, w porze zimowej od godziny 21:00 przez godzinę.
Audycja w języku polskim miała swój początek od prezentacji aktualności z kraju oraz wiadomości międzynarodowych, by następnie przenieść się do sekcji poświęconej nauki języka chińskiego. Aktualnie audycja skupia się głównie na chińskiej muzyce.
Ostatnią częścią programu jest odtwarzanie tradycyjnej muzyki chińskiej.